# 沖データコンピュータ教育学院硬式野球部
沖データコンピュータ教育学院硬式野球部（おきデータコンピュータきょういくがくいんこうしきやきゅうぶ）は、福岡県福岡市に本拠地を置き、日本野球連盟に加盟している社会人野球の企業チーム。
運営母体は専門学校コンピュータ教育学院だが、チームの登録名は『沖データコンピュータ教育学院』となっている。これは、当初硬式野球部の創設に当たって沖データ（現：沖電気工業）の協賛を得たことによるものであり、福岡県に本拠を置く学校法人沖学園とは別法人。

## 概要
1995年11月、専修学校コンピュータ教育学院の硬式野球部『沖データコンピュータ教育学院硬式野球部』として創部し、日本野球連盟に新規加盟した。1996年、1期生が入学し活動が開始した。
2002年、JABA九州大会で企業チームを破りベスト8に進出する。
2006年、3月と5月の二度にわたって没収試合の当事者となる。詳細は当該項を参照。
2010年、JABA徳山(スポニチ)大会で初優勝を果たす。社会人野球の専門学校チームとしてJABA大会で優勝するのは初の快挙であった。　　
2011年、同年のドラフト会議でチーム所属の一岡竜司が読売ジャイアンツから3位指名を受け、初のプロ野球選手を輩出した。

## 特色
監督・コーチの多くは社会人野球やプロ野球でのプレー経験を有している。コーチは選手兼任登録となっていたため、JABA九州大会や都市対抗野球・日本選手権の九州2次予選に出場した際にはコーチ自らがスタメンに名を連ねることもあった。このため、企業チーム相手に互角以上の戦いをすることが珍しくなかったが、2007年以降は学生のみで戦っている。
社会人野球の企業チームとオープン戦を組むことが多いため、チームのレベルは専修学校の中では極めて高く、企業チームを脅かす存在となっている。
卒業後の進路として、学生の多くは一般就職するが、西濃運輸・三菱重工広島・伯和ビクトリーズ・ニチダイ・JR九州・熊本ゴールデンラークスなど他の社会人野球の企業チーム、あるいはクラブチームや実業団の軟式野球でプレーを続ける選手もいる。選手の多くは卒業時のプロ入りも視野に入れて3年制の学科に在籍している。また、同校の職員となって学生を指導する側に回る選手もいる。

## 主要大会の出場歴・最高成績
- JABA徳山(スポニチ)大会：優勝2回（2010、2018年）

## 主な出身プロ野球選手
- 一岡竜司（投手） - 2011年ドラフト3位で読売ジャイアンツに入団

## 元プロ野球選手の競技者登録
- 稲尾和久（シニアディレクター。退部）
- 和田博実（シニアアドバイザー。退部）
- 藤田学（総監督。退部）
- 岩木哲（コーチ。退部）
- 服部文夫（監督。2005年退部の後、2023年よりコーチとして復帰）
- 千代丸亮彦（コーチ。退部）
- 森章剛（コーチ兼外野手。退部）
- 城戸則文（コーチ。退部）
- 田原誠次（コーチ）